# غوت سفن
غوت سفن (بالإنجليزية: Got7)‏ (هانغل: 갓세븐)) هي فرقة فتيان للكي بوب دولية. تتكون من الأعضاء : جي بي، بارك جينيونغ، يونغجاي ويوقيوم من كوريا الجنوبية، جاكسون وانغ من هونغ كونغ، مارك من الولايات المتحدة وبام بام من تايلاند، شكلتها شركة جاي واي بي إنترتينمنت التي تضم فنانين مثل توايس ستراي كيدز، وقد ظهرت الفرقة مع سبعة أعضاء باسم (Got7) بتاريخ 15 يناير 2014.

## الأعضاء
- مارك يين توان (Mark Yien Tuan)
- إيم جيبوم أو المعروف أيضا ب جي بي (Im Jaebum, Jb/JayB;임재범)

- جاكسون وانغ (Jackson Wang;작슨)
- بارك جين يونغ (Park Jin-young; 박진영)
- تشوي يونغ جاي Choi Youngjae) 최영재)
- بام بام (Bambam;뱀뱀)
- كيم يوغيوم (Kim Yugyeom 김유겸)

## روابط خارجية
- غوت سفن على موقع ميوزك برينز (الإنجليزية)
- غوت سفن على موقع أول ميوزيك (الإنجليزية)
- غوت سفن على موقع ديسكوغز (الإنجليزية)